# 盖山区
盖山区（1950年6月—1956年6月，1961年12月—1969年11月）是中华人民共和国福建省福州市历史上的一个市辖区。

## 第一次设立
1950年6月，析仓山区白湖、双湖两乡置盖山区。1952年12月，盖山区隶属新成立的福州市人民政府郊区行政办事处（以下简称“市郊办处”）。1955年4月，闽侯县义序、吴山、盘屿、阳岐4乡划入盖山区，析盖山区施埔、程厝边、中墩、白鹭岭、洋洽等地归仓山区。1956年6月，撤销盖山区建制。

## 第二次设立
1961年6月，析仓山区所辖原盖山地区，设盖山行政办事处。同年12月，撤销盖山行政办事处，恢复设立盖山区。1962年1月，恢复市郊办处，盖山区归其领导。1963年4月，盖山区辖盖山、高湖、吴山、义序等人民公社。1969年11月，盖山区改称盖山人民公社。